# Robledillo de Mohernando
Robledillo de Mohernando – gmina w Hiszpanii, w prowincji Guadalajara, w Kastylii-La Mancha, o powierzchni 29,65 km². W 2011 roku gmina liczyła 136 mieszkańców.